# Jüterbog (stacja kolejowa)
Jüterbog – stacja kolejowa w Jüterbog, w kraju związkowym Brandenburgia, w Niemczech. Znajdują się tu 2 perony.